# Fritz Manes
Pour les articles homonymes, voir Manes.
Fritz Manes, né le 22 avril 1932 à Oakland et mort le 27 septembre 2011 à Sherman Oaks est un producteur américain. Il a été un collaborateur régulier de Clint Eastwood.

## Filmographie
- 1977 : L'Épreuve de force de Clint Eastwood
- 1978 : Doux, Dur et Dingue de James Fargo
- 1979 : L'Évadé d'Alcatraz de Don Siegel
- 1980 : Bronco Billy de Clint Eastwood
- 1980 : Ça va cogner de Buddy Van Horn
- 1982 : Firefox, l'arme absolue de Clint Eastwood
- 1982 : Honkytonk Man de Clint Eastwood
- 1983 : Le Retour de l'inspecteur Harry de Clint Eastwood
- 1984 : La Corde raide de Richard Tuggle
- 1984 : Haut les flingues ! de Richard Benjamin
- 1985 : Pale Rider, le cavalier solitaire de Clint Eastwood
- 1986 : Ratboy de Sondra Locke
- 1986 : Le Maître de guerre de Clint Eastwood